# Édouard Dessommes
Édouard Dessommes (New Orleans, 17 novembre 1845 – Mandeville, 21 febbraio 1908) è stato uno scrittore statunitense di lingua francese.
Seguendo il costume delle ricche famiglie creole dell'epoca fu inviato a studiare all'età di quattordici anni al Collège Sainte-Barbe di Parigi. Ha studiato medicina a Parigi dove nel 1869 pubblicò il romanzo Femme et Statue che aveva per argomento la creazione della celebre statua della Venere di Milo. Nel 1860 la sua famiglia abbandonò la Louisiana per sfuggire allo scoppio della guerra di secessione. È stato, a partire dal 1907, professore di lingua francese alla Tulane University.

## Opere
- Femme et Statue, 1869
- Jacques Morel, 1870
- Comptes Rendus, 1891